# Gustaf Magnus Adlercreutz
Gustaf Magnus Adlercreutz, född 7 februari 1775 på Kiala gård i Nyland i Finland, död 19 juli 1845 på Läckö slott i Otterstads socken, var en svensk militär. Han var far till Axel Gustaf Adlercreutz.
Gustaf Magnus Adlercreutz var son till kornetten Tomas Adlercreutz och Hedvig Catharina Barthéels samt bror till Carl Johan Adlercreutz. Han blev volontär vid Nylands regemente 1783, sergeant där 1788 och fänrik 1790. Adlercreutz avlade examen i artilleri och fortifikation 1791, transporterades till Jägerhornska regementet 1794, blev löjtnant vid Stackelbergska regementet 1796, löjtnant vid Nylands lätta dragonregemente 1801, kapten i armén 1803, ryttmästare vid Nylands lätta dragonregemente 1805 samt riddare av svärdsorden, överadjutant hos kungen och major i armén 30 augusti 1808. Han deltog i striderna under finska kriget och var under arresteringen av Gustav IV Adolf en av de officerare som befann sig på slottet. 29 juni blev han överadjutant och överstelöjtnant i generalstaben, 5 september 1809 major vid Smålands dragonregemente och major vid livgrenadjärregementets rusthållsdivision 6 maj 1810. Adlercreutz blev 1811 överste och chef för Västgöta regemente, en post han innehade till 1824. Han deltog i fälttåget i Tyskland 1813, blev generaladjutant 1814 och deltog 1814 i fälttåget i Norge, där han förde befäl över den andra fördelningens avantgarde och verkställde övergången av Glommen och besatte Tunölandet. 1821 blev Adlercreutz generalmajor i armén, 1824 chef för 8. infanteribrigaden och generallöjtnant 1839.
Han blev 1814 riddare av Pour le Mérite, samma år riddare med stort kors av Svärdsorden, andra klass samt 1819 kommendör av svärdsorden. 1837 blev han kommendör med stort kors av Svärdsorden.